# Uche Pedro
Uche Pedro, née Eze, le 26 juillet 1984, est une entrepreneuse nigériane dans le domaine des médias, de la mode et du divertissement, et d'internet. Elle est la fondatrice et la directrice générale de BellaNaija, un média, puis un ensemble de médias, connu pour son contenu sur le divertissement et le style de vie au Nigeria.

## Biographie
Uche Eze est née en 1984. Elle grandit au Nigeria, où elle effectue ses études primaires et secondaires. Uche Eze est titulaire d'un diplôme d'administration des affaires de l'Ivey Business School (au sein de l’Université Western Ontario), où elle a obtenu son diplôme en 2006.
Avant de commencer à travailler muni de ce premier diplôme, elle construit dans son temps libre un blog sous un pseudo, Bella Naija (qui signifie « belle Nigériane »). Passionnée de mode et des évolutions en cours dans ce domaine au Nigeria, elle en fait le sujet principal de ce blog qui progressivement devient un succès populaire. Elle travaille ensuite pour différentes sociétés internationales, notamment pour Shell Canada, Cadbury Middle East & Africa Unit au Royaume-Uni et pour Cadbury au Nigeria,, ce qui lui permet de revenir s'installer à Lagos. En juillet 2006, elle fonde la société et le média BellaNaija, transformant son blog initial en un site consacré aux divertissements et aux styles de vie au Nigeria, et révélant son identité,,.
Uche Eze, réalisant le potentiel de ce qu'elle était en train de construire dans son temps libre, et le succès notamment auprès de la diaspora nigériane, elle décide de s’y consacrer à plein temps en 2009. Elle fonde également cette année là une société mère, BainStone Limited, pour porter les différents projets qu’elle a en tête.
Le 16 juin 2012, Uche Eze épouse Bode Pedro, fils de l'ancien vice-gouverneur de l'État de Lagos, Femi Pedro. Elle donne naissance à des jumeaux en 2015.
Dans les années 2010, à la suite de l’audience acquise par le média qu’elle a lancé, BellaNaija, elle est régulièrement mise en exergue et distinguée. Ainsi, par exemple (et sans être exhaustif), en février 2010, elle participe à l'émission américaine d'Oprah Winfrey, Beauty Around the World, aux côtés de stars telles que Jessica Simpson et Lisa Ling, pour évoquer les tendances en matière de beauté dans leurs pays respectifs. En 2013, Uche Pedro reçoit le prix du British Council International Young Media Entrepreneur of the Year pour le Nigeria. En 2014 et 2015, le magazine en ligne Forbes classe Uche Pedro parmi les 30 jeunes entrepreneurs les plus prometteurs d'Afrique. En 2015, elle fait partie de la liste de Quartz des 30 innovateurs africains. En 2016, elle remporte le prix du blogueur africain de l'année aux Kids Choice Awards. En 2017, Uche Pedro est invitée au tout premier sommet de la Fondation Obama. En 2017 toujours, elle est invitée à Abidjan aux  Africa Digital Communication Days (Adicom Days). En février 2018, Uche Pedro fait partie des OkayAfrica100 Women, qui met en exergue comme chaque année des femmes remarquables d'Afrique et de la diaspora. Uche Pedro est  sélectionnée également pour participer à la campagne 2018 de Bill et Melinda Gates.
Uche Pedro est passionnée par l'impact possible des nouveaux médias autour d’interne auprès des nouvelles générations, et soutient ou conduit différentes initiatives. Ainsi, en 2018, Uche Pedro cofonde PVCitizen, une initiative visant à encourager les milléniaux et la génération Z à s'inscrire sur les listes électorales et à devenir des citoyens actifs. En outre, elle est honorée par l'UNFPA/UNICEF pour ses efforts visant à protéger le droit de chaque petite fille et sa contribution à l'abandon des mutilations génitales féminines (MGF) au Nigeria.
En 2020, elle reprend une formation complémentaire et obtient un master en administration publique à la Harvard Kennedy School, puis revient au Nigeria.